# Neurellipes bakeri
Neurellipes bakeri is een vlinder uit de familie van de Lycaenidae. De wetenschappelijke naam van de soort is voor het eerst gepubliceerd in 1910 door Hamilton Herbert Druce.
De soort komt voor in Congo-Kinshasa.